# 임수현
임수현(1989년 3월 26일 ~ )은 대한민국의 배우이다. 창원 LG세이커스 농구단 소속 선수 두경민과 결혼하였다.

## 학력
- 선화예술고등학교
- 한양대학교 무용학 학사

## 출연 작품

### 드라마
- 2012년 KBS2 주말연속극 《내 딸 서영이》
- 2013년 KBS1 일일드라마 《지성이면 감천》
- 2013년 tvN 시트콤 《감자별 2013QR3》
- 2014년 tvN 월화드라마 《로맨스가 필요해 3》 - 오세령의 어시스턴트 역
- 2014년 KBS2 수목드라마 《왕의 얼굴》